# Kerria lacca
Espèce
Kerria lacca est une espèce de cochenilles asiatique de la famille des Kerriidae. Elle produit la gomme-laque utilisée notamment pour faire des vernis utilisés en lutherie.
En anglais, elle se nomme « common lac insect » ou « commercial lac insect ».

## Synonyme
- Coccus lacca